# 댄버리 아이스 아레나
댄버리 아이스 아레나(Danbury Ice Arena)은 미국 코네티컷주 댄버리에 위치한 실내 경기장이다. 현재 FHL 댄버리 타이탄스의 홈경기장으로 사용하고 있다.